# خرگوش هاینان
خرگوش هاینان (نام علمی: Lepus hainanus) یک گونه خرگوش بومی جزیره هاینان چین است. این گونه برای نخستین بار توسط رابرت سوینهو در سال ۱۸۷۰ توصیف شد.